# Overby (Odsherred Kommune)
Overby ist ein kleines Dorf auf der Halbinsel Sjællands Odde an der Nordwestküste der dänischen Insel Seeland. 
Das Dorf liegt in der Nähe der Südküste der schmalen, in das Kattegat ragenden Halbinsel und gehört zur Gemeinde Odsherred. Nordwestlich liegt der Ort Havnebyen. Das Dorf zählt weniger als 200 Einwohner und gehört zur Kirchspielsgemeinde Odden Sogn. Nordwestlich von Overby befindet sich die Kirche Odden Kirke. Nördlich des Dorfes verläuft die dänische Fernverkehrsstraße 21, die in Richtung Westen zum Fährhafen Odden Færgehavn führt.

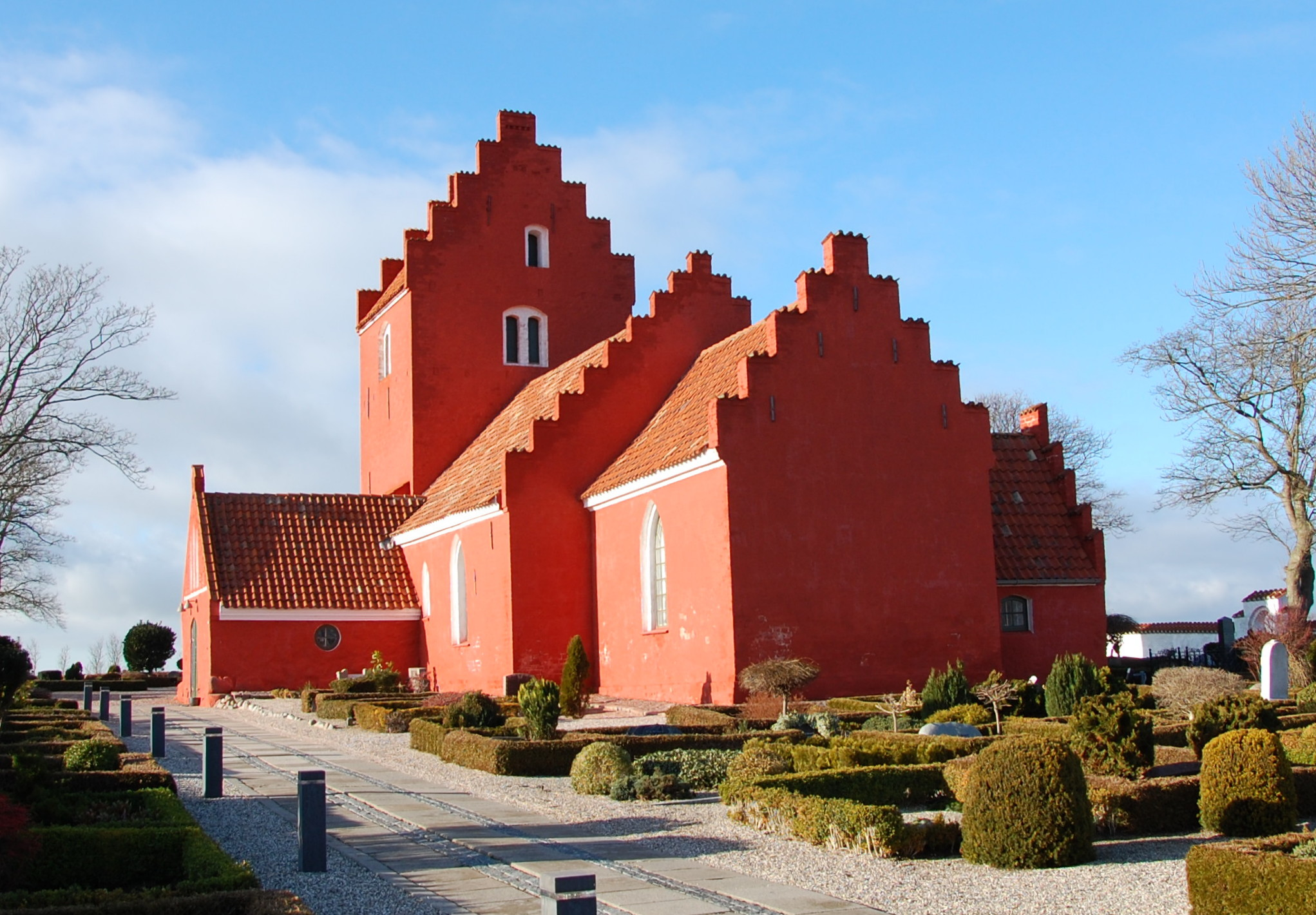
Odden Kirke